# Rennera stellata
Rennera stellata là một loài thực vật có hoa trong họ Cúc. Loài này được P.P.J.Herman miêu tả khoa học đầu tiên năm 1999.